# Columnea zebrina
Columnea zebrina är en tvåhjärtbladig växtart som beskrevs av Louis-Florent-Marcel Raymond. Columnea zebrina ingår i släktet Columnea och familjen Gesneriaceae. Inga underarter finns listade i Catalogue of Life.